# 지진해일 퇴적물

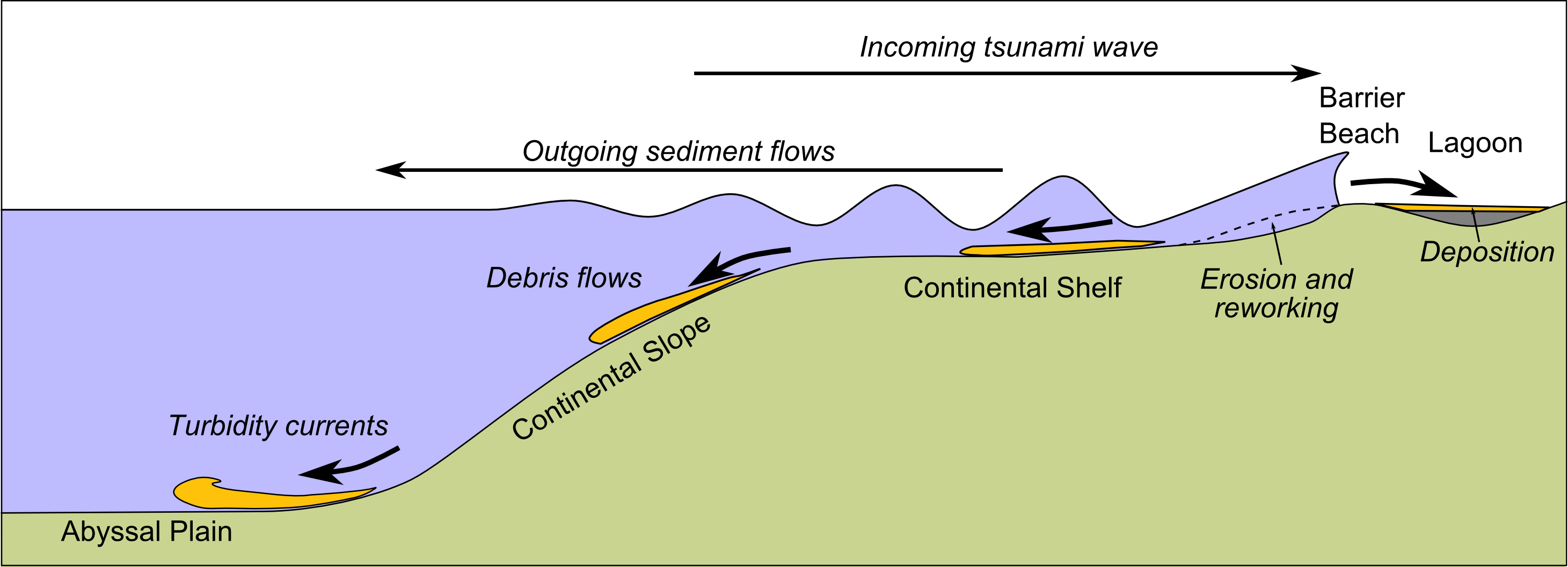
Tsunami deposit environments

지진해일 퇴적물(Tsunami deposit)은 지진해일에 의해 모래・진흙등이 해저에서 육상으로 옮겨져, 퇴적 한 것이다.

## 같이 보기
- 지진해일
- 퇴적물